# 小山悠里
小山 悠里（おやま ゆり、1990年10月31日 - ）は、元札幌テレビ放送（STV）アナウンサー。元NHK名古屋放送局の契約キャスター、元NHK青森放送局の契約キャスター。

## 来歴
- 岩手県盛岡市出身。岩手県立盛岡第三高等学校、早稲田大学スポーツ科学部進学。
- 大学時代はテレビ朝日アスクに通っていた[2]。
- 2013年3月に大学を卒業。4月、札幌テレビ放送[1]（STV）に入社。同期入社は工藤聖太。
- 2016年3月、第37回NNSアナウンス大賞で最優秀新人賞を受賞[3]。
- 2018年3月退社し、4月からNHK名古屋放送局の契約キャスターとなる。
- 2019年6月、NHK名古屋放送局のキャスターの契約を終える[4]。
- 2023年4月からNHK青森放送局の契約キャスターとなる。
- 2024年8月、NHK青森放送局のキャスターの契約を終える。

## 人物・エピソード
- 趣味はランニング。高校まで陸上競技に励み、それが大学での進路に繋がった。
- 木村洋二が「オハヨー!ほっかいどう」（STVラジオ）を聴きながら雪かきをしていた際、雪かきの方を応援する小山の声に癒されたと、2014年2月10日放送の「ようこそ!洋二の部屋」で語った[出典無効]。
- 子供が2人（長男、次男）いる[5][6]。
- 青森県は幼い頃からよく、八戸の親戚を訪ねたり、所属していた陸上部の東北大会などで訪れていた[5]。

## 出演番組

### テレビ

#### 札幌テレビ放送
- STVニュース（不定期）
- ハッピーおとどけ隊
- 五田家のひとびと - （2013年10月5日 - 2014年9月26日、不定期放送）
- マハトマパンチ（2014年2月9日、片野弘一の代理でSTVニュース）
- たびばん - リポーター
- どさんこワイド!!朝! - （2015年3月30日 - 2018年3月28日、月曜 - 水曜）サブキャスター

#### NHK名古屋放送局
- まるっと! - （2018年4月9日 - 2019年6月28日）【週ごとにアシスタント、リポーターの交代制】[4]

#### NHK青森放送局
- あっぷるワイド -（2023年4月9日 - ）リポーター[5]
- NHKニュースおはよう青森[5]

### ラジオ

#### STVラジオ
- オハヨー!ほっかいどう（2013年10月 - 2015年3月）
- 和久井薫の僕らの時代
- ようこそ!洋二の部屋（ゲスト）
- Yo!Hey!サンデー!（2014年11月、松原江里佳の代理）